# Чемпіонат Польщі з хокею 1991—1992
Чемпіонат Польщі з хокею 1992 — 57-ий чемпіонат Польщі з хокею, чемпіоном став клуб Унія (Освенцім).

## Попередній раунд
| М   | Команда              | І  | В  | Н | П  | Ш      | О  |
| --- | -------------------- | -- | -- | - | -- | ------ | -- |
| 1.  | Полонія Битом        | 18 | 15 | 0 | 3  | 95:38  | 30 |
| 2.  | Унія (Освенцім)      | 18 | 14 | 1 | 3  | 110:55 | 29 |
| 3.  | Подгале (Новий Тарг) | 18 | 14 | 0 | 4  | 108:32 | 28 |
| 4.  | Напшуд Янув          | 18 | 12 | 0 | 6  | 91:60  | 24 |
| 5.  | «Товімор» (Торунь)   | 18 | 9  | 1 | 8  | 83:74  | 19 |
| 6.  | ГКС Тихи             | 18 | 8  | 1 | 9  | 85:79  | 17 |
| 7.  | ГКС Катовіце         | 18 | 7  | 2 | 9  | 95:95  | 16 |
| 8.  | Краковія Краків      | 18 | 4  | 2 | 12 | 50:90  | 10 |
| 9.  | Зофіовка (Ястшембе)  | 18 | 3  | 1 | 14 | 57:121 | 7  |
| 10. | Заглембє Сосновець   | 18 | 0  | 0 | 18 | 27:157 | 0  |

Скорочення: М = підсумкове місце, І = ігри, В = перемоги, Н = нічиї, П = поразки, Ш = закинуті та пропущені шайби, О = набрані очки

## Другий етап

### Фінальний раунд
| М  | Команда              | І  | В  | Н | П  | Ш       | О  |
| -- | -------------------- | -- | -- | - | -- | ------- | -- |
| 1. | Подгале (Новий Тарг) | 28 | 23 | 0 | 5  | 156:52  | 46 |
| 2. | Полонія Битом        | 28 | 21 | 1 | 6  | 127:62  | 43 |
| 3. | Унія (Освенцім)      | 28 | 19 | 2 | 7  | 153:87  | 40 |
| 4. | Напшуд Янув          | 28 | 15 | 0 | 13 | 116:105 | 30 |
| 5. | ГКС Тихи             | 28 | 12 | 2 | 14 | 116:117 | 26 |
| 6. | «Товімор» (Торунь)   | 28 | 10 | 2 | 16 | 103:114 | 22 |

Скорочення: М = підсумкове місце, І = ігри, В = перемоги, Н = нічиї, П = поразки, Ш = закинуті та пропущені шайби, О = набрані очки

### Кваліфікаційний раунд
| М  | Команда             | І  | В  | Н | П  | Ш       | О  |
| -- | ------------------- | -- | -- | - | -- | ------- | -- |
| 7. | ГКС Катовіце        | 22 | 10 | 2 | 10 | 132:109 | 22 |
| 8. | Краковія Краків     | 22 | 7  | 2 | 13 | 71:108  | 16 |
| 9. | Зофіовка (Ястшембе) | 22 | 3  | 1 | 18 | 65:155  | 7  |

Скорочення: М = підсумкове місце, І = ігри, В = перемоги, Н = нічиї, П = поразки, Ш = закинуті та пропущені шайби, О = набрані очки

## Плей-оф (фінал)

### Чвертьфінали
- Полонія Битом — ГКС Катовіце 2:1 (2:0, 1:6, 5:1)
- Унія (Освенцім) — «Товімор» (Торунь) 2:1 (8:1, 3:4, 3:0)
- Напшуд Янув — ГКС Тихи 2:0 (3:2, 5:3)
- Подгале (Новий Тарг) — Краковія Краків 2:0 (3:2, 3:1)

### Півфінали
- Полонія Битом — Унія (Освенцім) 2:3 (5:0, 1:5, 5:2, 2:3, 2:3)
- Подгале (Новий Тарг) — Напшуд Янув 1:3 (3:2, 1:2, 2:3 ОТ, 2:4)

### Фінал
- Унія (Освенцім) — Напшуд Янув 3:2 (6:4, 4:7, 4:3, 2:3, 7:1)

## Плей-оф (кваліфікація)

### Матч за 3 місце
- Подгале (Новий Тарг) — Полонія Битом 3:0 (7:2, 4:2, 3:2)

### Матч за 5 місце
- ГКС Катовіце — Краковія Краків 0:2 (5:6, 2:5)

### Матч за 7 місце
- ГКС Тихи — «Товімор» (Торунь) 3:5, 4:4

## Найкращий гравець
Найкращим гравцем був визнаний Маріуш Пузіо Подгале (Новий Тарг).

## Найкращий бомбардир
Найкращим бомбардиром став Євген Семерак Подгале (Новий Тарг) 52 очка (23+29).

## ІІ Ліга
Право виступати у першій лізі здобули: Сточньовець (Гданськ) та КХ Сянок.